# Hiram Maxim
Sir Hiram Stevens Maxim (ur. 5 lutego 1840 w Sangerville w stanie Maine, zm. 24 listopada 1916 w Londynie) – wynalazca i przedsiębiorca amerykańskiego pochodzenia, w 1880 roku wyemigrował do Zjednoczonego Królestwa Wielkiej Brytanii i Irlandii. Za swe dokonania wyróżniony w 1901 roku tytułem szlacheckim przez królową Wiktorię.

## Życiorys
Przebywając w Stanach Zjednoczonych zgłosił w Urzędzie Patentowym szereg projektów dotyczących urządzeń do wytwarzania gazu świetlnego. W 1881 roku objął w Anglii stanowisko dyrektora firmy Vickers Sons and Maxim, w której zajął się konstruowaniem broni automatycznej. Pracował nad karabinem, w którym automatyka była uruchamiana za pomocą odrzutu całej broni. Jednak wyniki jego prac nie były zadowalające.
Zaprojektował 37 mm armatkę automatyczną. Przez wiele lat armatka ta znajdowała się na wyposażeniu floty brytyjskiej. Zmniejszył proporcjonalnie wymiary jej mechanizmów i w 1883 roku opracował projekt, a w 1884 roku prototyp 11,43 mm karabinu maszynowego. Działał on na zasadzie krótkiego odrzutu lufy, a ryglowany był za pomocą dużego haka związanego z zamkiem. Zasilany z taśmy o pojemności 333 nabojów lub magazynka bębnowego o pojemności 96 nabojów. Po wprowadzeniu ulepszeń karabin został w 1891 roku przyjęty do uzbrojenia piechoty brytyjskiej. W ciągu kilkunastu lat udoskonalał swój karabin, a niektóre rozwiązania należały do pionierskich, m.in. wodne chłodzenie lufy, zasilanie z taśmy parcianej, hydrauliczny regulator szybkostrzelności.
Jego najbardziej znane modele to niemieckie Maxim MG 08 i MG 08/15, rosyjski Maxim wz. 1910 i brytyjski Vickers. Hiram Maxim opracował również szereg technologii produkcji nowych gatunków prochu bezdymnego i materiałów kruszących. Skonstruował karabinowe tłumiki dźwięku i płomieni oraz opracował kilka projektów samolotów z silnikiem parowym.
Maxim w 1888 roku założył w Cesarstwie Niemieckim wspólnie ze szwedzkim fabrykantem i konstruktorem Thorstenem Nordenfeltem zakład, który produkował szybkostrzelne działka i karabiny maszynowe.